# Обоки
Обоки (алб. Katund i Vogël) је насељено место у општини Дибер у округу Дибер, Албанија. Према попису из 1989. године било је 777 становника.
Према бугарском географу и историчару, Василу Канчову, у Обокима је 1900. године живело 175 Словена хришћана и 180 Словена муслимана. Српски историчар и етнограф Јован Хаџи-Васиљевић, 1924. године наводи да су Обоки словенско муслиманско-хришћанско село, од којих су муслимани већина. Имају преко 400 житеља.